# Сухотин, Иван Михайлович
Иван Михайлович Сухотин (около 1700 — после 1763) — мореплаватель, офицер российского императорского флота, участник Двинско-Обского отряда Великой Северной экспедиции, в 1736 году провёл астрономические наблюдения и внёс значительные поправки в карты побережья от Югорского Шара до Архангельска; помощник капитана над Архангельским портом, капитан над портом Галерной гавани в Санкт-Петербурге, советник Адмиралтейской конторы, капитан-командор.

## Биография
Иван Михайлович Сухотин родился около 1700 года в  Тульской губернии. Представитель дворянского рода Сухотиных.
В 1715 году поступил в московскую Школу математических и навигацких наук, в 1716 году переведён в Академию Морской гвардии в Санкт-Петербурге. В 1718 году был отчислен из академии за «предерзостное поведение» и направлен рядовым матросом на флот на три года.
В 1721 году был восстановлен в Академии, сдал экзамены и был произведён в первый чин — гардемарина. Проходил службу на кораблях Балтийского флота. 3 июня 1725 года был произведён в мичманы. В 1727 году направлен в Астрахань. 31 декабря 1729 года был произведён в унтер-лейтенанты (младший лейтенант) «от солдат». С 18 января 1733 года был записан по новому штату в лейтенанты майорского ранга.
3 октября 1733 года был разжалован в матросы «за брань, будучи на корабле, своего командующего капитана Бранта и в назывании вором», а также «за безвинное битье в пьяном виде сержанта и боцмана».
28 апреля 1735 года, в день празднования пятилетия со дня коронования императрицы Анны Иоанновны, Сухотин был восстановлен в звании лейтенанта, со счислением старшинства от дня последнего пожалования. Сухотин тем же указом был направлен на новостроящийся корабль с последующим командированием в Архангельск.
В декабре 1735 года прибыл в Архангельск в Двинско-Обский отряд Великой Северной экспедиции под руководство С. Г. Малыгина, имевшего целью обследовать условия плавания в Ледовитом океане. Был назначен командиром парусно-гребной дубель-шлюпкой «Второй». В мае 1736 года Сухотин получил приказ Малыгина вернуться в Архангельск на коче «Обь», который получил течь и не мог продолжать участие в экспедиции. По пути в устье Северной Двины моряки под командованием Сухотина провели астрономические наблюдения и внесли значительные поправки в карты побережья от Югорского Шара до Архангельска, островов Моржовец и Колгуев. На карту были нанесены устья 67 речек (каждая со своим именем), глубины в 144 пунктах и мели. Во многих пунктах были определены магнитное склонение и широта. И всё это—за два с половиной месяца, из которых почти месяц судно отстаивалось в укрытиях из-за штормов или льдов.
20 апреля 1738 года, по возвращении в Архангельск, был назначен к содержанию магазинов и смотрителем над гаванью при Архангельском порте с исключением из флота. В 1749 году Сухотин вместе с капитаном Апрелевым и корабельным мастером Александром Сютерландом был направлен разведать о том, нельзя ли спасти затонувший у острова Голец во время перехода из Архангельска в Кронштадт корабль «Варахаил». В своём донесении он писал, «что прежде от корабля были видны топы и трубы, а ныне как топы, так и мачты от великого волнения погрузились в воду». При наличности тогдашних подъёмных средств спасение корабля оказалось делом невозможным.
В 1751 году, после изменения морских штатов, Сухотин был причислен к адмиралтейству. В 1753 году был переведён в галерный флот. 15 марта 1754 года был произведён из капитан-лейтенантов в капитаны 3 ранга и назначен помощником капитана над Архангельским портом.
В 1755 году был направлен в Санкт-Петербург и определён на должность капитана над портом в галерную гавань. 3 января 1756 года утверждён в должности. 18 марта 1756 года был произведён в капитаны 2-го ранга. 21 июня 1756 года был назначен советником в Адмиралтейскую контору. 7 августа 1758 года произведён в капитаны 1-го ранга. В 1760 году из присутствия в Адмиралтейской конторе определён в команду.
22 сентября 1763 года пожалован в чин капитан-командора, был уволен со службы и вскоре после этого скончался.